# Rainer Kassing
Rainer Kassing (*  11. Oktober 1938 in Brackwede, Bielefeld; † 3. August 2022) war ein deutscher Experimentalphysiker (Festkörperphysik). 
Kassing promovierte 1968 an der Universität Münster (Dissertation: Messungen der Größen-, Zeitdauer- und Abstandsverteilungen der Barkhausen-Impulse von dreiprozentigem Silizium-Eisen) und habilitierte sich dort 1975. Er wurde 1984 ordentlicher Professor für Technische Physik an der Universität Kassel (Institut für Nanostrukturtechnik und Analytik).
Kassing befasste sich mit Technischer Physik, Halbleiterphysik, Nanotechnologie und Mikrosystemtechnik.
Er war im Vorstand der Deutschen Physikalischen Gesellschaft und Vorsitzender der Konferenz der Fachbereiche Physik.
Er war Herausgeber von Band 6 (Festkörperphysik) des Lehrbuchs der Experimentalphysik von Bergmann-Schaefer und darin Autor des Kapitels Halbleiter.

## Schriften
- Mikrocomputer. Struktur und Arbeitsweise, Vieweg und Teubner 1984
- Physikalische Grundlagen der elektronischen Halbleiterbauelemente, Wiesbaden: Aula Verlag 1997
- Herausgeber mit anderen:  Functional Properties of Nanostructured Materials, Springer 2006 (NATO Advanced Study Institute)
- Herausgeber: Scanning Microscopy, Symposium Proceedings, Springer 2012